# 北九州ポップカルチャーフェスティバル
北九州ポップカルチャーフェスティバル（きたきゅうしゅうポップカルチャーフェスティバル）は、福岡県北九州市で2014年より開催されている九州最大級のアニメやコスプレの祭典。略称はKPF。

## 概要
九州最大級のアニメやコスプレの祭典として、声優やクリエイターによるトークショー、アニソンライブ、アニメ・漫画作品の展示、地元コラボ企画、 痛車展示、コスプレイベントなどが展開される。
メインステージでは、毎回、豪華ゲストを招へいし、企画イベントが開催されている。
そのほか、出展各社による作品紹介やイベント、物販などが、新幹線の停車駅であるJR小倉駅から徒歩5分の北九州市小倉北区の西日本総合展示場新館をメイン会場に、アニメ・漫画・ゲーム・アイドルなど、多くの情報と触れ合うことができる商業施設 あるあるCityともコラボイベント等を開催している。
また開催日前後には、隣接する西日本総合展示場本館で、創作同人誌展示即売会九州コミティアも開催される。

## 各年の概要

### 2014年
- 開催日：12月6日・7日
- 場所：北九州市小倉駅新幹線口（あるあるCity、西日本総合展示場、あさの汐風公園）
- 主催：北九州市
- 共催：あるあるCity、（公財）西日本産業貿易コンベンション協会
- 内容
  - 内田真礼のトーク&ミニライブ
  - 『機動警察パトレイバー』実物大98式AVイングラム（全高10m）のデッキアップ
  - 九州痛車キャラバン
  - ご当地ゆるキャラ&ヒーローショー
  - アイドルステージ

など

### 2015年
- 開催日：11月28日・29日
- 会場：北九州市小倉駅新幹線口エリア（あるあるCity、西日本総合展示場、あさの汐風公園ほか）
- 主催：北九州市
- 共催：あるあるCity、（公財）西日本産業貿易コンベンション協会、北九州商工会議所
- 協力：KADOKAWA
- 協賛：ファミリーマート、dアニメストア
- 内容
  - メインキャラクター9人のねぶたが勢ぞろいする「ラブライブ!ねぶた」
  - ワールドコスプレサミット（WCS）2016九州予選大会
  - 総勢26組のアイドルが出演した「POP FES」
  - 九州痛車キャラバン
  - 『機動警察パトレイバー』実物大98式AVイングラム（全高10m）のデッキアップ

など[1]

### 2016年
- 開催日：11月5日・6日
- 会場：北九州市小倉駅新幹線口エリア（あるあるCity、西日本総合展示場）
- 内容
  - 今井麻美ら声優によるアニソンステージ
  - 日本コスプレサミット2017の予選選考会
  - 『ファイナルファンタジーXIV』ブース展示
  - ｢アニちゅん♥Fukuoka｣公開録音〜映画『ポッピンQ』ステージ
  - 「吉本プラモデル部」の作品展示
  - デジタルものづくりクリエーターの祭典「MONOCAFE」とのタイアップ
  - アイドルステージ
  - 仮面ライダー エグゼイドショー
  - 魔法つかいプリキュア!ショー

### 2017年
- 開催日：11月4日・5日
- 会場：西日本総合展示場新館、あるあるCity ほか
- 主催：北九州市
- 共催：あるあるCity、KPF2017実行委員会
- 内容
  - 『劇場版 マジンガーZ／INFINITY』「鉄の城」と「鉄の街」のコラボ企画
  - 『劇場版 はいからさんが通る』、『銀河鉄道999 GALAXY OPERA』キャスト陣登場
  - ジャパニーズモダン・イラスト展
  - 『アンパンマン』、『プリパラ』ステージショー
  - eスポーツデモンストレーションマッチ
  - 世界コスプレサミット九州予選
  - 高田憂希北九州凱旋イベント

など[2]。

### 2018年
- 開催日：11月10日・11日
- 会場：西日本総合展示場新館、あるあるCity ほか
- 主催：北九州市
- 共催：あるあるCity、KPF2018実行委員会
- 内容
  - ボンズ20周年展
  - 海外マンガフェスタ
  - 『ソードアートオンライン アリシゼーション』トークショー
  - 『アニソン・アカデミー』スペシャル
  - 『あんさんぶるスターズ!』ExhibitionTour
  - ワールドコスプレサミット2019日本代表九州予選
  - 日中韓新人manga選手権
  - 『メカウデ』特別上映会
  - 『ブルバスター』トークセッション
  - 『鋼の錬金術師』展

など[3]。

### 2019年
- 開催日：11月30日・12月1日
- 会場：西日本総合展示場新館、あるあるCity ほか
- 主催：北九州市
- 共催：あるあるCity、KPF2019実行委員会
- 内容
  - 『あにげっちゅ』公開収録
  - 『マギアレコード 魔法少女まどか☆マギカ外伝』コラボ
  - 『ソードアート・オンライン』ゲームステージ
  - 『僕のヒーローアカデミア』ヒーロープラザ
  - 「かぐや様は告らせたい・かぐや様は小倉せたい」コラボ企画
  - 「マギカ☆トーク in KPF」スペシャルトークショー
  - ワールドコスプレサミット2020日本代表九州予選
  - 『邪神ちゃんドロップキック』×九州筑豊山小屋ラーメンコラボなど
  - 同時開催
    - アジアMANGAサミット
    - 北九州海外マンガフェスタ
    - アニメツーリズム首長サミット
    - 九州コミティア[4]

### 2020年
コロナ禍のため、開催見送り

### 2021年
コロナ禍のため、開催見送り

### 2022年
- 開催日：11月26日・27日
- 会場：西日本総合展示場新館、あるあるCity ほか
- 主催：KPF実行委員会、北九州市
- 共催：あるあるCity
- 内容
  - 『かぐや様は告らせたい』「かぐや様は小倉せたい」トークショー
  - 『トモちゃんは看板娘!?』トークショー
  - 女性VTuberグループ「ホロライブ」トークショー
  - 『ブルバスター』ただいま北九州!スペシャルトークステージ
  - 「NUMBER BOCCHI」Presented by BOCCHI THE ROCK!
  - KPF2022 LIVE STAGE
  - 『ソードアート・オンライン』ゲームステージ

など[5]

### 2023年
- 開催日：11月25日・26日
- 会場：西日本総合展示場新館、あるあるCity、小倉駅JAM広場 ほか
- 主催：KPF実行委員会、北九州市
- 共催：あるあるCity

### 2025年
- 開催日：11月15日・16日
- 内容
  - AKINO with bless4らによるアニソンステージ